# 奥斯特霍尔茨县
奧斯特霍爾茨縣（Landkreis Osterholz）是德國下薩克森州北部的一個縣，首府奥斯特霍尔茨-沙姆贝克。

## 市鎮
- 奧斯特霍爾茨-沙姆貝克
- 格拉斯貝格
- 利利恩塔爾（英语：Lilienthal, Lower Saxony）
- 里特胡德
- 施瓦訥韋德
- 沃普斯韋德
- 阿克斯施泰特
- 漢貝根
- 或爾斯特
- 呂伯施泰特
- 福勒索德